# Höjden Äspnäs
Höjden Äspnäs este o arie protejată (arie specială de conservare — SAC, sit de importanță comunitară — SCI) din Suedia întinsă pe o suprafață de 143,8 ha, integral pe uscat.

## Localizare
Centrul sitului Höjden Äspnäs este situat la coordonatele 64°01′12″N 15°28′17″E / 64.02°N 15.4715°E.

## Înființare
Situl Höjden Äspnäs a fost declarat sit de importanță comunitară în ianuarie 2002 pentru a proteja 1 specie de plante și 2 specii de animale. Situl a fost protejat și ca arie specială de conservare în martie 2011.

## Biodiversitate
Situată în ecoregiunea boreală, aria protejată conține 2 habitate naturale: Mlaștini turboase de tranziție și turbării mișcătoare, Taiga vestică.
La baza desemnării sitului se află mai multe specii protejate:
- plante (1): Ranunculus lapponicus
- nevertebrate (2): Stephanopachys linearis, Stephanopachys substriatus